# 麦加皇家钟塔饭店
麥加皇家鐘塔飯店（阿拉伯语：‎）是一棟位於沙特城市麥加的複合型建築，這棟建築於2012年完工，完工後坐擁許多頭銜，包括世界最高的飯店、世界最高的鐘塔、世界最大鐘面，世界最大的樓板面積，及世界第四高楼；僅次於杜拜的哈里發塔、吉隆坡的默迪卡118以及上海的上海中心大厦。麥加皇家鐘塔飯店由沙烏地阿拉伯王國最大的建設公司沙烏地賓拉登集團承造，位置就坐落於全世界最大的清真寺、伊斯蘭聖地禁寺的左近。該建築上面的鐘塔，主要目的是當作朝聖時期標準時間的校對之用。

## 概述
麥加皇家鐘塔飯店由眾多大樓組成，其中最高的一棟做為飯店，高度達601米，完工時是全球第二高的建築（超越台北101），與全球最高的飯店建築（超越酋長公園塔飯店）；整個複合建物將擁有廣達150萬平方公尺的樓板面積，為全球之最（超越杜拜國際機場）。 

### 組成建物列表
| 建物名稱 | 高度 | 樓層 | 完工於 | 狀態   |
| -------- | ---- | ---- | ------ | ------ |
| 飯店塔   | 601m | 120  | 2012   | 已完工 |
| Hajar    | 260m | 14   | 2011   | 已完工 |
| ZamZam   | 260m | 48   | 2011   | 已完工 |
| Maqam    | 250m | 45   | 2012   | 已完工 |
| Qibla    | 250m | 45   | 2011   | 已完工 |
| Marwah   | 240m | 42   | 2008   | 已完工 |
| Safa     | 240m | 42   | 2007   | 已完工 |

## 外部連結
- Makkah Royal Clock Tower Hotel on CTBUH Skyscraper Center
- Abraj Al Bait Towers on Emporis（页面存档备份，存于）
- Hotel Tower entry on Emporis （页面存档备份，存于）
- SkyscraperPage.com: Abraj Al-Bait Towers （页面存档备份，存于）
- Reshaping Mecca （页面存档备份，存于） Slide Show, The New York Times
- （页面存档备份，存于） Specific data and project